# Harry Schärer
Harry Schärer (* 9. November 1959) ist ein Schweizer Musicalkomponist, -autor und -regisseur.
Der gelernte Werber mit eigenem Tonstudio tat als Rockmusiker seine ersten musikalischen Schritte. Sein Musical Space Dream mit Co-Autor/Lyrics Peter Schwinger erlebte zwischen 1995 und 2000 in Baden sowie Berlin und zuletzt in Winterthur mehr als 1300 Aufführungen mit 854'000 Zuschauern und wurde 1995 mit dem Prix Walo in der Kategorie Theater & Musical-Produktionen ausgezeichnet.
Es ist das erfolgreichste und am meisten besuchte Musical der Schweiz. Ab 2004 wurde die Fortsetzung Space Dream SAGA II – Mystarium gespielt, später der dritte und letzte Teil, Space Dream SAGA III – Das Geheimnis von Nenyveh von November 2006 bis April 2008. Von Oktober 2010 bis Mai 2011 wurde Space Dream – das Original wieder in der City Halle Winterthur auf dem Sulzer-Areal aufgeführt.
Nach 14 Jahren Spielzeit, mit über 1500 Aufführungen und mehr als einer Million Zuschauer, endete die Trilogie im Mai 2011.

## Werke
Harry Schärer hat insgesamt sechs Musicals auf die Bühne gebracht. Den grössten Erfolg feierte er mit Space Dream. Was im Jahr 1994 als Laien-Musical an einer Gewerbeausstellung begann, wurde zur erfolgreichsten Produktion der Schweiz. Mit zwei weiteren Musicals wurde Space Dream zur Trilogie ausgebaut. Schärer schrieb zu allen sechs Musicals die Musik, als Co-Autor für Buch und Liedtexte wirkte der Schweizer Autor und Texter Peter Schwinger.
Space Dream als professionelle Produktion wurde zunächst in Baden aufgeführt und wechselte danach in die City Halle auf dem Sulzer-Areal in Winterthur. Die weiteren Musicals feierten ebenfalls in der City Halle ihre Uraufführung.

### Space Dream Saga (Trilogie)
- 1994/1995: Space Dream
Aufführungen in Berikon, Baden, Winterthur, Berlin, Zürich; siehe Aufführungsorte
- 2004: Space Dream – Mystarium (Saga 2)
Uraufführung: 14. Oktober 2004, Winterthur
- 2006: Space Dream – Das Geheimnis von Nenyveh (Saga 3)
Uraufführung: 9. November 2006, Winterthur

### Weitere Musicals
- 1998: Melissa
Uraufführung: 3. Dezember 1998[2][3]
- 2001: Twist of Time
Uraufführung: 19. April 2001[4]
- 2008: Alapilio
Uraufführung: 28. November 2008[5][6]